# Rzeczniów
Rzeczniów è un comune rurale polacco del distretto di Lipsko, nel voivodato della Masovia.
Ricopre una superficie di 103,69 km² e nel 2004 contava 4 791 abitanti.